# ان‌جی‌سی ۶۸۳۴
ان‌جی‌سی ۶۸۳۴ (انگلیسی: NGC 6834) یک خوشه باز جوان از ستارگان است که در صورت فلکی ماکیان قرار دارد و در ۱۷ ژوئیه ۱۷۸۴ توسط ستاره شناس انگلیسی-آلمانی ویلیام هرشل کشف شد.